# Холл де Астуриас, Элиза
Мария Лаура Элиза Холл де Астуриас (исп. María Laura Elisa Hall de Asturias; 26 февраля 1900 — 20 мая 1982) — гватемальская писательница и интеллектуалка. В 1930-х годах она написала книгу «Горчичное зерно» (Semilla de mostaza) ставшую источником споров на протяжении почти 70 лет. Антифеминистские предубеждения тех времён диктовали мнение, что женщина не могла написать книгу, ставшую основой литературного наследия Гватемалы. Дискуссии продолжались до 2011—2012 годов, когда новые исследования подтвердили, что автором была именно она.

## Биография
Мария Лаура Элиза Холл Санчес родилась 26 февраля 1900 года в городе Гватемала в семье Элизы Санчес и поэта, переводчика и учёного Гильермо Франсиско Холла Авилеса. Она была единственной дочерью в семье из пяти братьев и выросла в среде интеллектуалов, посвятивших себя педагогике и литературе. Она начала писать в возрасте двенадцати лет, чему способствовал её брат, поэт Гильермо Роберто Холл.
Холл с детства окружала культурная среда: её отец был одним из основателей Гватемальской академии языка; её дед, Эдвард Холл, был британским поэтом и пианистом; её двоюродные братья Франсиско Фернандес Холл и Максимо Сото Холл были писателями и поэтами; её племянница Франциска Фернандес Холл Суньига была первой женщиной во всей Центральной Америке, получившей степень гражданского инженера (в Университете Сан-Карлос-де-Гватемала).
С раннего возраста Холл вела широкую переписку с писателями: сохранились её письма между 1911 и 1917 годами от сальвадорского поэта Хуана Х. Каньяса, Альберто Масферрера, Фенсеса Редиш (псевдоним Мануэля Валладареса Рубио), Саломона де ла Сельва, баронессы Эмилии Серрано де Вильсон, Хосе Рамона Уриарте и других.
Во время президентства Мануэля Эстрады Кабреры семья была вынуждена покинуть страну, отправившись в Сальвадор и Гондурас (отец Холл родился там в городе Комаягуа). Семья прибыла в Сан-Сальвадор в августе 1913 года и застала там катастрофическое землетрясение 1917 года, заставившее её семью вернуться в Гватемалу. Однако в декабре того же года и Гватемалу охватили разрушительные землетрясения. Холл хотела поступить в медицинскую школу, но ей как женщине этого не разрешили.
В конце 1910-х Холл познакомилась со своим будущим мужем Хосе Луисом Астуриасом Техадой, сыном Антонио Асискло Астуриаса и Элизы Техада де Астуриас. Молодая пара поженилась 3 февраля 1923 года, и последующие годы Холл провела с семьёй Астуриас, читая и изучая литературные произведения из обширной библиотеки свёкра, также собиравшего записи по родословной семейства, начиная с прибытия в Гватемалу во второй половине XVII века их предка Санчо Альвареса де Астуриаса. Чтение этих документов вдохновило Холл на написание мемуаров в форме исторического романа, основанного на жизни Альвареса де Астуриаса.
По словам своей семьи, Холл опередила свое время. Она была первой женщиной, получившей водительские права в Гватемале и считаетсяпервой женщиной-пилотом в стране.

## Литературные произведения
В середине 1920-х годов Холл написала неопубликованный роман под названием «Мать Майя» (Madre Maya). В ходе споров вокруг «Горчичного зерна» редактор газеты Diario de Hoy de San Salvador Наполеон Вьера Альтамирано заявил, что он знал об этом сочинении писательницы ещё с 1928 года из дискуссий с Альберто Масферрером. В книге анализируются влияние алкоголизма на общество и дискриминация в Гватемале.

### «Горчичное зерно»
Холл записала в своем дневнике, что начала работу над «Горчичным зерном» «5 февраля 1937 года и закончила 3 февраля 1938 года, в 3:36 дня». Труд Элизы Холл, основанный на большом количестве документов, представлял собой повествование от имени Санчо Альвареса де Астуриаса, написанное архаичным языком, где он рассказывает о своей генеалогии и причинах эмиграции в Новый Свет в 1666 году. Поскольку во время диктатуры Хорхе Убико Кастаньеды лишь немногие публикации проходили цензуру властей и могли быть изданы, отец Холл в мае 1937 года лично ходатайствовал за свою дочь и представил первые главы её рукописи Гватемальской академии языка, надеясь заручиться поддержкой публикации. Президент одобрил публикацию романа, а отец и брат Холл Гильермо помогли настроить машинопись.
Первое издание «Горчичного зерна», объёмом 416 страниц и тиражом 1150 экземпляров, было напечатано в октябре 1938 года в Национальной типографии и украшено прекрасно выполненными авторскими иллюстрациями. Выход в свет «Горчичного зерна» стал сенсацией в литературных кругах Гватемалы. Книга Холл сразу же вызвала широкую полемику среди читателей. Многие нашли её шедевром, сравнимым с произведениями Лопе де Веги, Луиса де Гонгоры и Мигеля де Сервантеса, который обогатит не только гватемальскую, но и всю и мировую литературу. Журналист и член Гватемальской академии языка Федерико Эрнандес де Леон дал положительный отзыв в Diario de Centro America от 12 октября 1938 года, где писал, что книга прекрасно передаёт колорит эпохи, давая ощущение вкуса выдержанного вина и старой позолот. Но другие критики сомневались, что такая книга могла быть написана женщиной или вообще кем-либо, не имеющим формального образования.
По поводу романа существовало множество гипотез, отказывавших Элизе в авторстве. Например, утверждение, что Холл де Астуриас якобы просто переписала древнюю рукопись или что настоящим автором работы является другой Астуриас — Мигель Анхель, малоизвестный ещё литератор, ставший затем прославленным писателем и нобелевским лауреатом. Более двух лет бушевали дебаты на страницах гватемальской прессе, включая важнейшие газеты того времени: El Imparcial, Nuestro Diario и El Liberal Progresista. Лишь немногие члены академического и интеллектуального сообщества Гватемалы не участвовали в дискуссии, которая распространилась на Сальвадор, Аргентину и даже Испанию. Большая часть споров была сосредоточена вокруг того факта, что Холл была женщиной, и в разгар споров сама книга отошла на второй план, поскольку участники скорее щеголяли собственными владением языка и познаниями в истории.

### «Горчица»
После попыток отстоять свой приоритет и встретиться с оппонентами Холл решила, что ее лучшей защитой будет выпуск второго тома из жизни Санчо Альвареса де Астуриаса. «Горчица» (Mostaza) была опубликована в октябре 1939 года, продолжая историю и надеясь положить конец нападкам на литературные способности писательницы. С выходом следующие книги недоброжелатели изменили тактику: не опровергая её авторства второй книги, они стали заявлять, что та хуже.
В 1977 году Орландо Фалья Лакайо возобновил дискуссии, опубликовав книгу «Algunas observaciones sobre la novela Semilla de Mostaza de Elisa Hall», в которой отстаивал вывод, что Элиза Холл де Астуриас не могла написать эти книги, поскольку для этого требовалось глубокое знание средневекового испанского языка. В 2011 году испанский филолог Габриэла Киранте Аморес, после трёх лет жизни в Гватемале и длительного изучения произведений Холл, пришла к выводу о несомненности её авторства, ставшего жертвой сексизма 1930-х, лишавшего женщин права творить и признания их способностей. В 2012 году магистерская диссертация Киранте Semilla de Mostaza (1938): polémica sobre la autoría y análisis интерпретативо де ла обра (2012) была представлена литературному трибуналу Estudios de Literatura Española e Hispanoamericana Университета Аликанте, который принял доказательства авторства Холл де Астуриас и поставил точку в спорах.

## Последующая жизнь
Хотя изначально Холл планировала третью часть серии, она в итоге устала от нападок небольшой группы недоброжелателей, потеряла интерес к писательству и посвятила себя живописи маслом и акварелью, а также садоводству.
В 1944 году Холл де Астуриас присоединилась к группе прогрессивно настроенных женщин, в том числе Анхелине Акунья де Кастаньеда, Берте Корлето, Глории Мендес Мина де Падилья, Росе де Мора, Ирен де Пейре и Грасиеле Куан, сформировавших Союз гватемальских женщин за гражданство (Unión Femenina Guatemalteca Pro-ciudadanía). Союз выступал за признание их гражданских прав, включая избирательное. После победы в 1944 году Гватемальской революции новая конституция, обнародованная 1 марта 1945 года, предоставила право голоса всем грамотным гражданам, включая женщин. В 1947 году Холл участвовала в организации Первого Межамериканского конгресса женщин (Primer Congreso Interamericano de Mujeres) 27 августа 1947 года в Гватемале, одной из главных тем которого было равенство мужчин и женщин.
Ей было 60, когда она начала изучать французский язык, и дальше проводя время за чтением книг, изучением энциклопедий и журналов. Она также написала несколько поэзий вольным стихом. Обоснование своего авторства «Горчичного зерна» стало для Холл навязчивой идеей, и в 1981 году она представила компиляцию источников, к которым она обращалась, чтобы документировать свою работу.
Холл де Астуриас умерла в Гватемале 20 мая 1982 года в окружении своей семьи.